# Todd Strasser
Todd Strasser (5 de mayo de 1950 , Ciudad de Nueva York, New York) es un escritor estadounidense con más de 130 novelas para infantes, jóvenes y adultos, algunos escritos bajo el pseudónimo de Morton Rhue y T.S. Rue.

## Obras
- 1981, La ola.
- Can't Get There from Here
- Boot Camphello
- Give a Boy a Gun
- Nightmare Inn
- Help! I'm Trapped...